# PARM1
PARM1 (англ. Prostate androgen-regulated mucin-like protein 1) – білок, який кодується однойменним геном, розташованим у людей на короткому плечі 4-ї хромосоми.  Довжина поліпептидного ланцюга білка становить 310 амінокислот, а молекулярна маса — 32 289.
| 10         |  | 20         |  | 30         |  | 40         |  | 50         |
| ---------- |  | ---------- |  | ---------- |  | ---------- |  | ---------- |
| MVYKTLFALC |  | ILTAGWRVQS |  | LPTSAPLSVS |  | LPTNIVPPTT |  | IWTSSPQNTD |
| ADTASPSNGT |  | HNNSVLPVTA |  | SAPTSLLPKN |  | ISIESREEEI |  | TSPGSNWEGT |
| NTDPSPSGFS |  | STSGGVHLTT |  | TLEEHSSGTP |  | EAGVAATLSQ |  | SAAEPPTLIS |
| PQAPASSPSS |  | LSTSPPEVFS |  | ASVTTNHSST |  | VTSTQPTGAP |  | TAPESPTEES |
| SSDHTPTSHA |  | TAEPVPQEKT |  | PPTTVSGKVM |  | CELIDMETTT |  | TFPRVIMQEV |
| EHALSSGSIA |  | AITVTVIAVV |  | LLVFGVAAYL |  | KIRHSSYGRL |  | LDDHDYGSWG |
| NYNNPLYDDS |  |            |  |            |  |            |  |            |

A: Аланін

C: Цистеїн

D: Аспарагінова кислота

E: Глутамінова кислота

F: Фенілаланін

G: Гліцин

H: Гістидин

I: Ізолейцин

K: Лізин

L: Лейцин

M: Метіонін

N: Аспарагін

P: Пролін

Q: Глутамін

R: Аргінін

S: Серин

T: Треонін

V: Валін

W: Триптофан

Кодований геном білок за функцією належить до фосфопротеїнів. 
Задіяний у такому біологічному процесі як поліморфізм. 
Локалізований у клітинній мембрані, мембрані, апараті гольджі, ендосомах.